# Čelistnatka rákosní

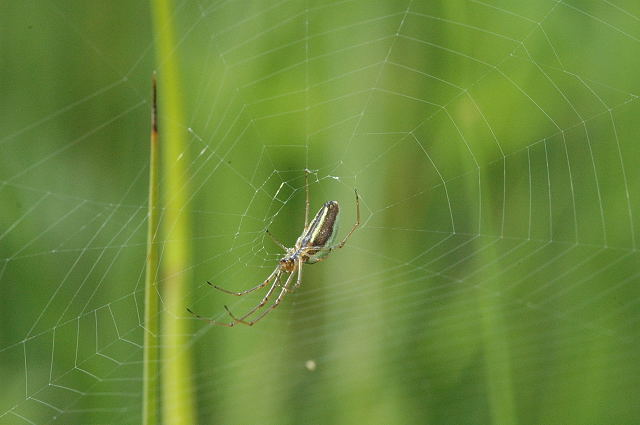
Čelistnatka rákosní na pavučině

Čelistnatka rákosní (Tetragnatha extensa Linné, 1758) je pavouk patřící do čeledi čelistnatkovití (Tetraghnatidae)

## Popis
Délka těla samice je 10–12 mm, délka těla samce 6–9 mm. Vyznačuje se mimořádně štíhlým tvarem těla a silně protaženýma nohama, s výjimkou předposledního páru. Chelicery jsou (jako u všech čelistnatek) nápadně velké a silně ozubené. Hlavohruď je žlutohnědá, zadeček žlutavý, nebo zelenavý, se zřetelným perleťovým leskem, na jeho svrchní straně je patrná jemně rozvětvená linka. Černé sternum (destička na spodní straně hlavohrudi) má uprostřed podélný žlutý pruh.

## Areál rozšíření
Ve střední Evropě je poměrně hojná.

## Způsob života
Čelistnatka rákosní se vyskytuje v otevřených krajinách, v bezprostřední blízkosti stojatých, nebo tekoucích vod, dále od vody se vzdaluje jen výjimečně. Čelistnatky sedí s nataženýma nohama na travách, přičemž s nimi dobře splývají a je tak velmi těžké je zahlédnout. Staví si podobně jako křižáci kolové sítě, které však mají v centru okénka a velmi malý počet paprsků (menší než dvacet). Vnitřní upěvňovací spirála má pouze 2–3 ochozy, pak následuje volný prostor bez spirály, za nímž podoběn jako u většiny sítí křižáků následuje lapací spirála.

## Rozmnožování
Při páření chybí na rozdíl od většiny jiných druhů, fáze namlouvání. Samec kráčí rovnou k samici sedící uprostřed sítě a uchopí svými chelicerami její chelicery. samice pak silně ohne zadeček směrem k samci, který do jejího pohlavního otvoru zavede několikrát střídavě obě dvě makadla. Páření trvá 10–20 minut. Poté se partneři opět oddělí. Samice klade žlutá až hnědá vajíčka do velmi charakteristického kokonu, který je uvnitř zhotoven z řídké šedo-zelené vrstvy vláken a vně pokrytý malými chomáčky vláken, takže povrch kokonu je nepravidelný, jakoby načechraný.